# Pobles austronèsics

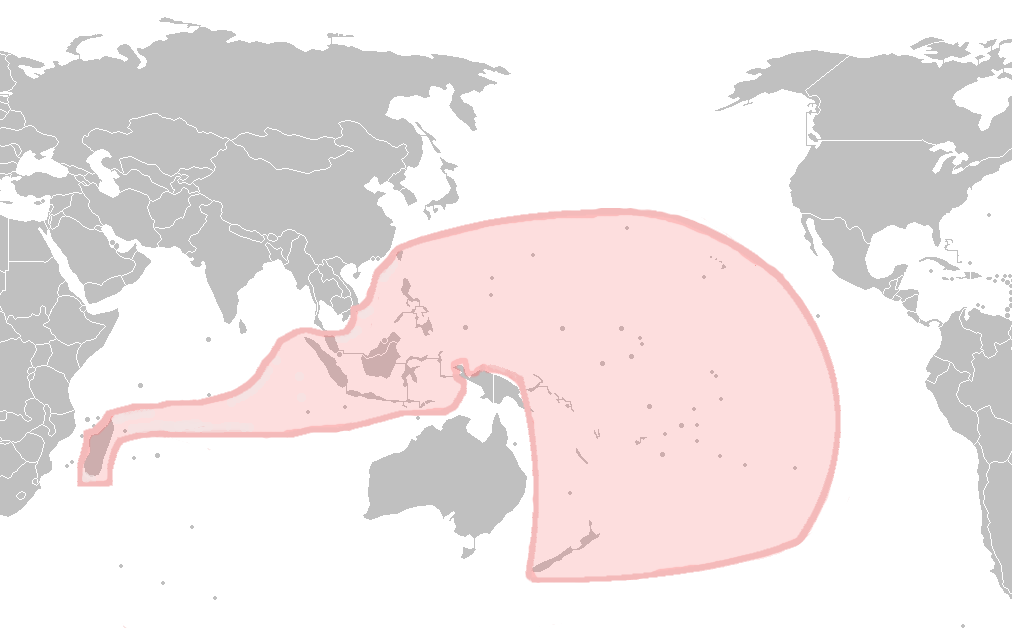
Mapa de l'extensió dels pobles austronèsics

Mapa de Sonda i Sahul, que mostra el nivell del mar més baix que es va produir quan l'illa del sud-est asiàtic va ser poblada per primera vegada pels humans moderns

Els pobles austronèsics són un grup de població present a Oceania i al Sud-est Asiàtic que parlen, o els avantpassats del qual parlaven, alguna de les llengües austronèsiques; són originaris de l'illa de Taiwan i inclouen els malaiopolinesis que es van expandir per tota Oceania, tret d'Austràlia, a més de Madagascar.
Entre els pobles austronèsics hi ha: els aborígens de Taiwan, la major part dels grups ètnics de Timor Oriental, Indonèsia, Malàisia, Brunei, Filipines, així com els pobles aborígens de Madagascar, Nova Zelanda, Micronèsia, Melanèsia i Polinèsia. Els territoris poblats pels austronèsics reben el nom d'Austronèsia.

## Origen i difusió
Tant l'evidència lingüística com l'arqueològica permet assegurar que els pobles austronèsics provenen de l'illa de Taiwan, arran d'una migració de pobles de llengua preaustronèsica des d'Àsia continental entre el 10000-6000 ae.
La recerca interdisciplinària, amb aportacions de l'arqueologia, l'etnobotànica i la lingüística, ha permès reconstruir les trajectòries de difusió geogràfica de les llengües austronèsiques i de certes tècniques agrícoles. D'acord amb aquesta recerca, fa uns 5.000 anys (3000 ae), els habitants de la costa de la Xina meridional, conreadors de mill i d'arròs, començaren a creuar l'estret per instal·lar-se a Taiwan. Cap al 2000 ae, aquestes llengües i tècniques es difongueren des de Taiwan fins a les Filipines, i després des d'aquestes cap a Cèlebes i Timor, per, des d'allí, arribar a altres illes de l'arxipèlag d'Indonèsia. Cap al 1000 ae, un altre moviment migratori dugué poblacions de les Filipines a Nova Guinea i més enllà, envers les illes del Pacífic.
La biologia, però, no sembla indicar que les migracions humanes s'hagen acompanyat sempre de difusions culturals. Un estudi sobre la variació del cromosoma Y, efectuat per un grup d'especialistes nord-americans, italians, britànics i taiwanesos, arriba a la conclusió que hi ha una herència paterna en la majoria dels habitants d'Indonèsia i Oceania provinent de poblacions establertes en aquestes zones des del plistocé (és a dir, fa més de 10.000 anys i, per tant, anteriors a les migracions austronèsiques). D'acord amb aquest estudi, els habitants d'Oceania haurien adoptat, a més de les tècniques neolítiques, la llengua i cultura de poblacions originàries de les Filipines, sense que això supose l'establiment d'aquestes poblacions a Oceania. Per contra, a Indonèsia, no tan densament poblada en el neolític, sí que s'haurien establert poblacions procedents del nord (Filipines i Taiwan).
Alguns investigadors coincideixen que hi hagué una implantació posterior de pobles austronèsics a la costa est d'Àfrica. Des del segle IV ae, alguns mercaders procedents d'illes de l'actual Indonèsia, en particular les de Java, Sumatra i Borneo, arribaren a Aden després de passar per l'Índia, i baixaren per la costa est africana fins a Madagascar i les Comores. Algunes fonts àrabs del s. X donen testimoniatge que, al s. IX, alguns navegants de les illes indonèsies i malaies feien violentes incursions amb fins comercials a l'oceà Índic. Un capità persa, Buzurg Ibn Shahriyar, en el seu Llibre de les meravelles de l'Índia, explica el testimoniatge d'un mercader àrab anomenat Ibn Lakis que, el 945, va veure arribar a la costa de Moçambic «milers de petites embarcacions» tripulades per uns waqwaqs que buscaven productes molt preuats a les seues illes i a la Xina, així com esclaus zanj, nom amb què els àrabs designaven en aquella època els habitants de la costa est d'Àfrica. Aquells waqwaqs van dir que el seu viatge havia durat un any. Els autors antics remarquen que aquests navegants empraven un tipus de veler de dos cascos desconegut pels àrabs, el prao, típic d'Indonèsia i Oceania.
Diverses ones migratòries de pobladors austronèsics succeïren als mercaders, probablement entre els segles XIII i XV. En són prova, a banda de les característiques genètiques i lingüístiques, la implantació a Madagascar de tècniques agrícoles, eines i estris, ritus funeraris i arquitectura típica d'algunes zones del Sud-est asiàtic.